# Mainie Jellett

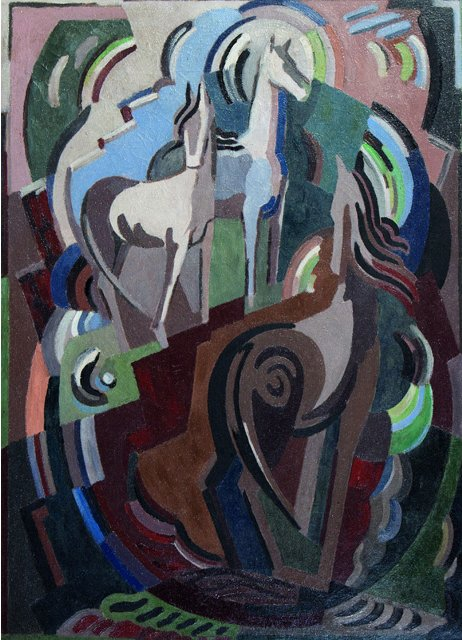
Achill Horses, Öl auf Leinwand, 1938, 91,5 × 66 cm

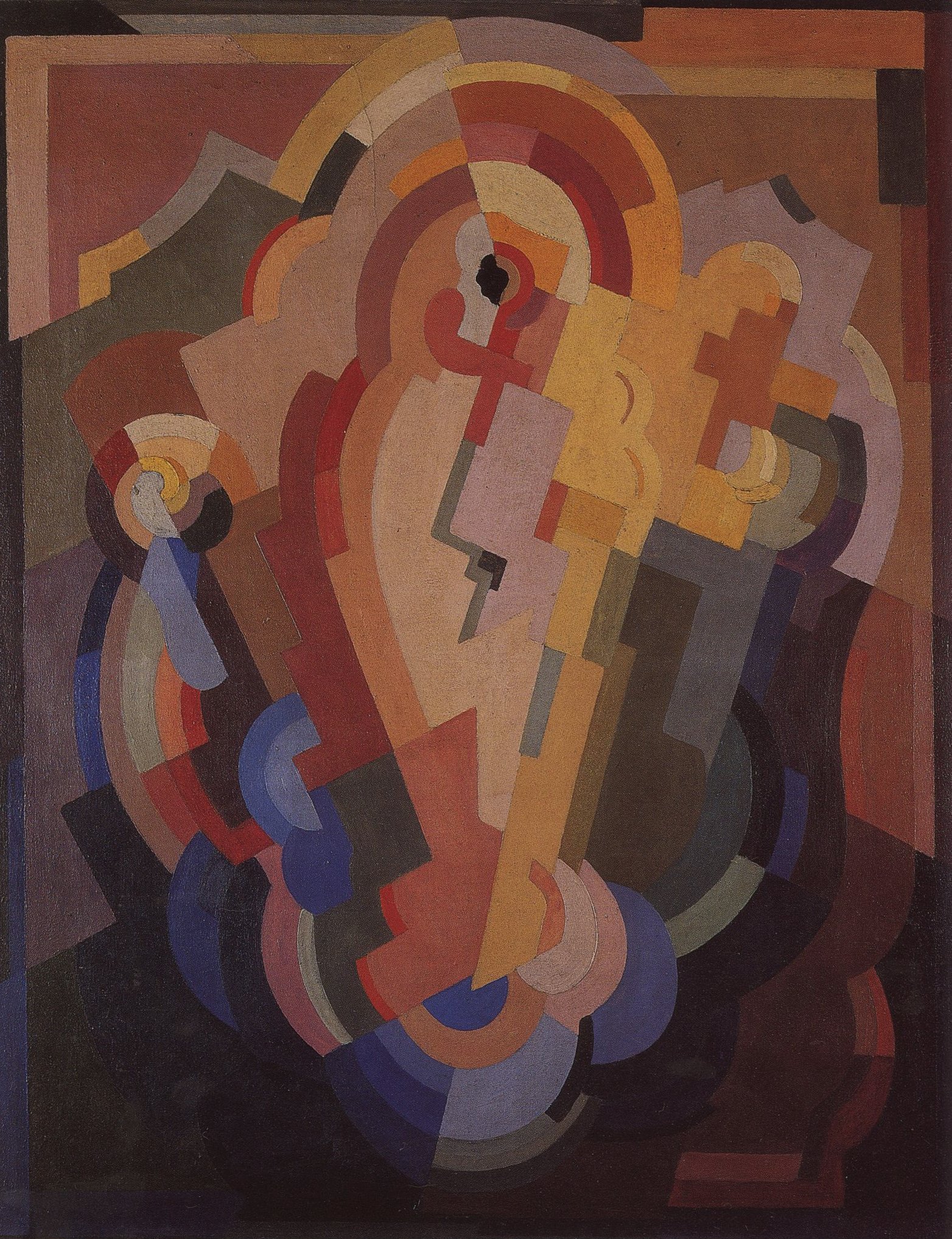
Abstract Composition, Öl auf Leinwand, 1935, 119,5 × 96,9 cm

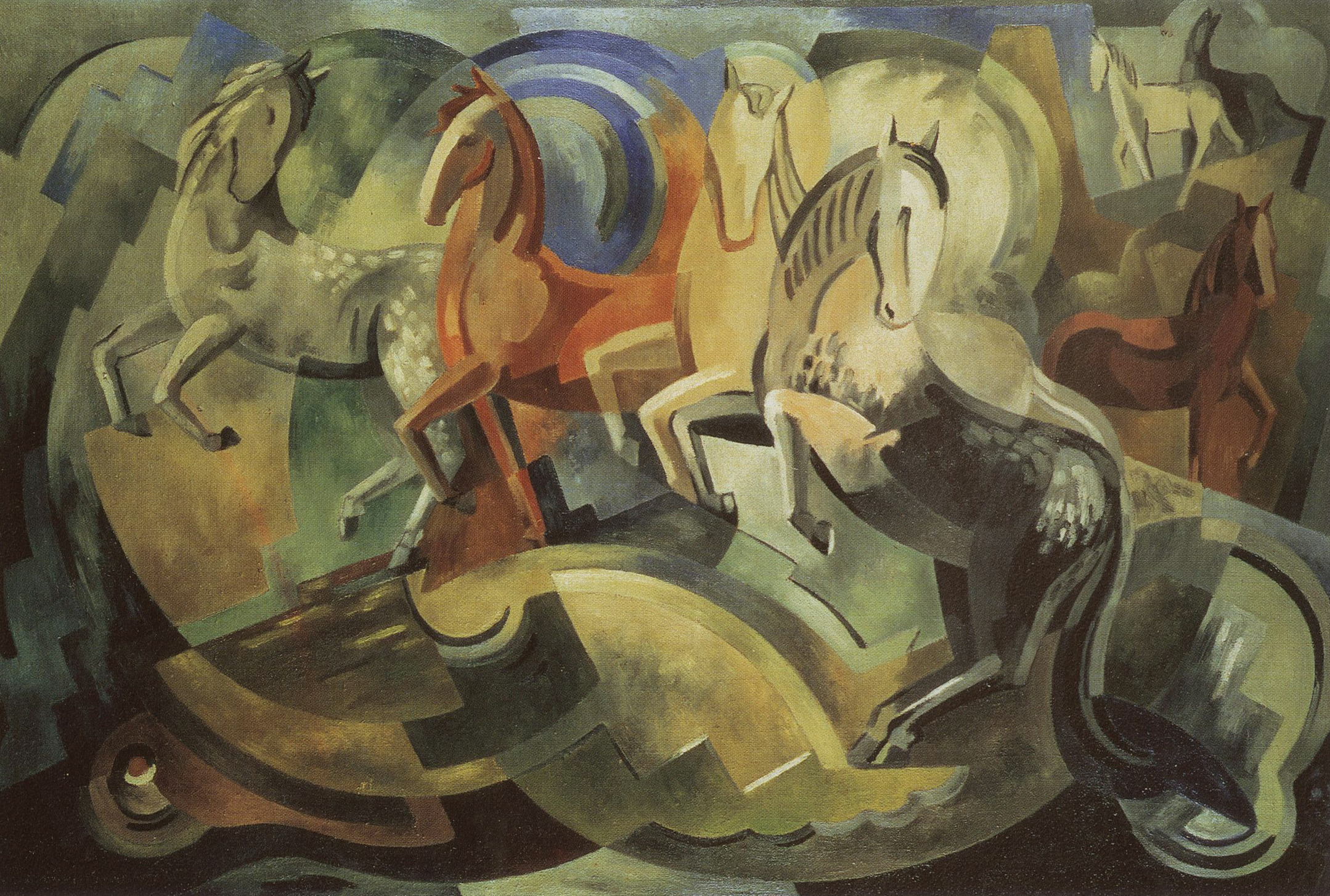
Achill Horses, Öl auf Leinwand, 1939, 61 × 92 cm, National Gallery of Ireland

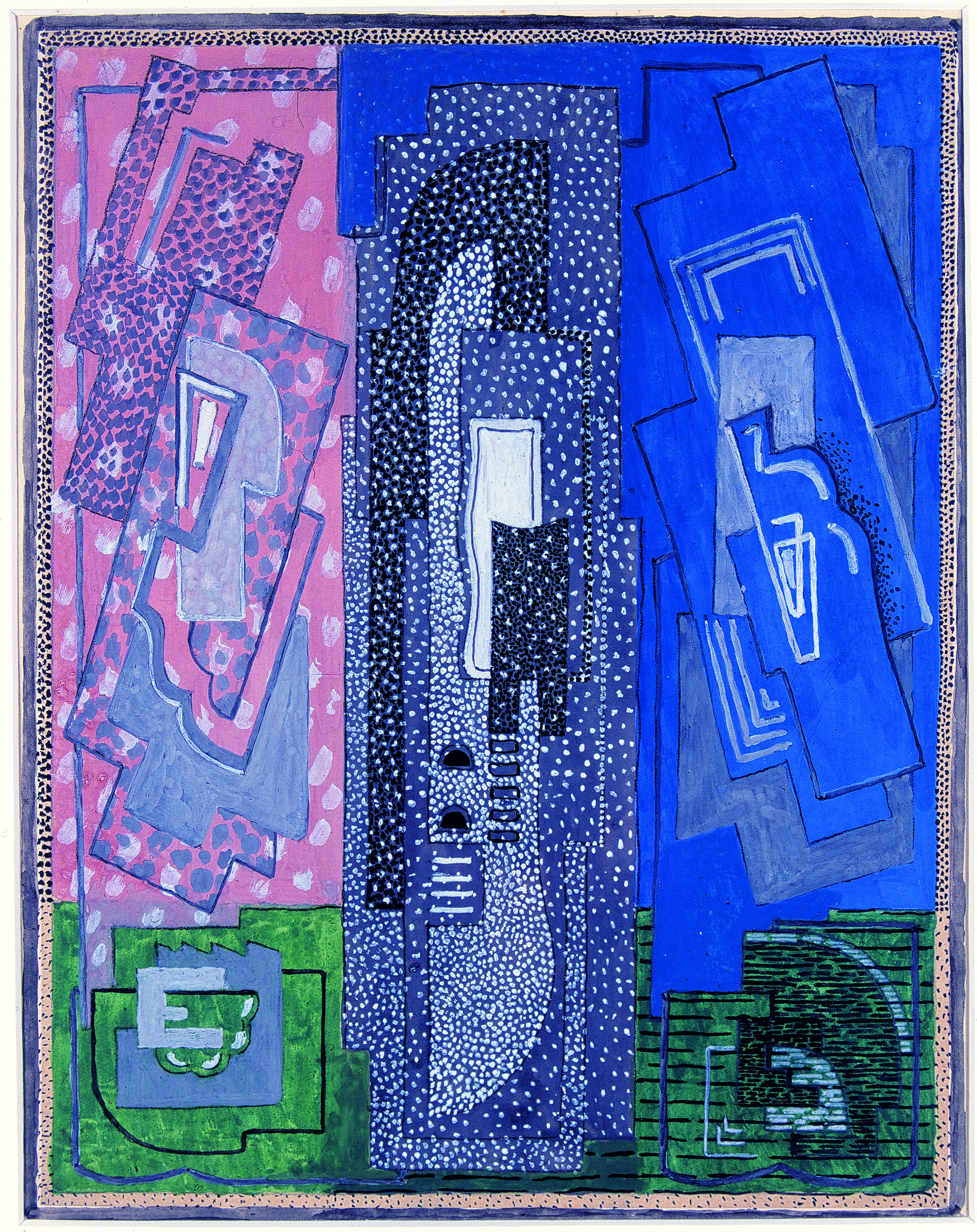
Four Element Composition, Gouache, 1930, 28 × 21,5 cm, Irish Museum of Modern Art

Mainie Jellett, geboren als Mary Harriet Jellett, (* 29. April 1897 in Dublin; † 16. Februar 1944 ebenda) war eine irische Malerin, deren Gemälde Decoration (1923) zu den ersten abstrakten Gemälden gehörte, die in Irland gezeigt wurden, als es 1923 auf der Gruppenausstellung der Society of Dublin Painters ausgestellt wurde. Sie war eine starke Förderin und Verfechterin der modernen Kunst in ihrem Land, und ihre Werke sind in mehreren irischen Museen zu sehen. Ihr Werk war auch Teil des Malereiwettbewerbs bei den Olympischen Sommerspielen 1928.

## Leben
Jellett wurde als älteste von vier Töchtern von William Morgan Jellett, einem Anwalt und späteren Parlamentsabgeordneten, und Janet McKenzie Stokes geboren.
Ihre künstlerische Ausbildung begann im Alter von 11 Jahren, als sie Malunterricht bei Elizabeth Yeats, Sarah Cecilia Harrison und Mary Ruth Manning erhielt, die ein Atelier in der Merrion Row hatte und deren Einfluss auf die irischen Künstler jener Zeit beträchtlich war.
Später studierte sie an der Dublin Metropolitan School of Art. Zu ihren Lehrern gehörte William Orpen, dessen Einfluss in ihren Werken aus dieser Zeit deutlich wird. Trotz ihres künstlerischen Talents war sie noch unentschlossen, was ihre Zukunft anging, und nahm zu dieser Zeit regelmäßig Klavierunterricht, um Konzertpianistin zu werden.
Ihren Entschluss, Malerin zu werden, fasste sie nach einem Praktikum bei Walter Sickert am Westminster School of Art in London, wo sie sich 1917 einschrieb und bis 1919 blieb.  Sie zeigte ein frühes Talent als Künstlerin im impressionistischen Stil. Im Jahr 1920 gewann sie das mit 50 Pfund dotierte Taylor Art Scholarship. Im selben Jahr nahm sie an der Jahresausstellung der Royal Hibernian Academy teil.
1921 zog sie zusammen mit ihrer Freundin Evie Hone nach Paris, wo sie bei André Lhote und Albert Gleizes mit dem Kubismus in Berührung kam und begann, sich mit der abstrakten Kunst auseinanderzusetzen. Ihr neuer Stil, der auch Farbe und Rhythmus einschloss, wurde durch ihren Aufenthalt in Frankreich stark inspiriert. In einem Essay aus dem Jahr 1943 mit dem Titel Definition of my Art beschreibt Jellett ihre Kunst als drei Revolutionen, die von ihren Lehrern inspiriert wurden; die erste geht auf Walter Sickert, die zweite auf André Lhote und die dritte auf Albert Gleizes zurück. Nach 1921 kehrten sie und Evie Hone nach Dublin zurück, aber in den nächsten zehn Jahren verbrachten sie weiterhin einen Teil des Jahres in Paris.
1923 stellte sie zwei kubistische Gemälde auf der Dubliner Malerausstellung aus. Die Rezeption war wüst ablehnend. George William Russell beschrieb im Irish Statesman die Kunst als „artistic malaria […] the real defect in this form of art is that the convention is so simple that nothing can be said in it“. The Irish Times veröffentlichte ein Foto eines der Bilder unter dem Titel „Two Freak Pictures“ und zitierte ihren Kunstkritiker mit den Worten: „To me they presented an insoluble puzzle“. Im folgenden Jahr hatte sie ihre erste gemeinsame Ausstellung mit Evie Hone.
Jellet war überzeugte Christin und so tragen ihre Gemälde, obwohl sie nie streng gegenständlich und manchmal völlig ungegenständlich sind, gelegentlich religiöse Titel und ähneln in mancher Hinsicht Ikonen, sowohl was den Ton als auch was die Farbgebung betrifft. In Irish Art, a Concise History schreibt Bruce Arnold: „Many of her abstracts are built up from a central «eye» or «heart» in arcs of colour, held up and together by the rhythm of line and shape, and given depth and intensity - a sense of abstract perspective - by the basic understanding of light and colour.“
Jellett war eine wichtige Figur in der irischen Kunstgeschichte, sowohl als frühe Verfechterin der abstrakten Kunst als auch als Verfechterin der modernistischen Bewegung. Ihre Malerei wurde oft kritisch angegriffen, aber sie verteidigte ihre Ideen wortgewandt. Zusammen mit Evie Hone, Louis le Brocquy, Jack P. Hanlon und Norah McGuinness war Jellett 1944 Mitbegründerin der Irish Exhibition of Living Art. In ihrem 1942 veröffentlichten Werk An Approach To Painting erklärte Jellett, warum sie Künstler in der Gesellschaft für notwendig hielt:

“The idea of an artist being a special person, an exotic flower set apart from other people is one of the errors resulting from the industrial revolution, and the fact of artists being pushed out of their lawful position in the life and society of the present day. […] Their present enforced isolation from the majority is a very serious situation and I believe it is one of the many causes which has resulted in the present chaos we live in. The art of a nation is one of the ultimate facts by which its spiritual health is judged and appraised by posterity.”

„Die Vorstellung, dass ein Künstler eine besondere Person ist, eine exotische Blume, die sich von anderen Menschen abhebt, ist einer der Irrtümer, die aus der industriellen Revolution und der Tatsache resultieren, dass Künstler aus ihrer rechtmäßigen Position im Leben und in der Gesellschaft der Gegenwart verdrängt werden. […] Ihre gegenwärtige erzwungene Isolierung von der Mehrheit ist eine sehr ernste Situation, und ich glaube, sie ist eine der vielen Ursachen, die zu dem gegenwärtigen Chaos geführt haben, in dem wir leben. Die Kunst einer Nation ist eine der letzten Tatsachen, nach denen ihre geistige Gesundheit von der Nachwelt beurteilt und eingeschätzt wird.“

Ihr Werk war ein wichtiger Teil des Projekts Active Age im Irish Museum of Modern Art. Jelletts Werk war außerhalb Irlands nicht sehr bekannt, aber sie war eine Pionierin der nationalen Avantgarde und setzte sich stark für die Förderung junger irischer Künstler ein. Das Irish Museum of Modern Art versuchte mit dem Projekt, den europäischen Kanon zu bewerten und zu überprüfen und Künstlerinnen wie Mainie Jellett an die vorderste Front zu bringen.
1990 produzierte Bruce Arnold den Dokumentarfilm To Make it Live – Mainie Jellett, zu dem er auch das Drehbuch schrieb und als Sprecher fungierte. 1991 veröffentlichte Arnold eine umfassende Biografie über Jellett zusammen mit einer Analyse der modernen Bewegung in Irland.
Jellett starb im Alter von 46 Jahren an Bauchspeicheldrüsenkrebs. Elizabeth Bowen schrieb einen tiefempfunden Nachruf, der 1944 in der Zeitschrift The Bell veröffentlicht wurde. Sie schildert Jellet als bis zum Schluss solidarisch mit Frauen und dem Anliegen der Gleichberechtigung.
Jellett ist begraben auf dem St. Fintan’s Cemetery in Sutton.

## Museen
In folgenden Museen sind Werke von Jellett zu sehen:
- Crawford Art Gallery, Cork
- Niland Art Collection, The Model, Sligo
- Butler Gallery Collection, Kilkenny
- Trinity College Dublin
- Dublin City Gallery The Hugh Lane, Dublin
- Irish Museum of Modern Art, Dublin[17]
  - darunter Four Element Composition von 1930
- National Gallery of Ireland, Dublin
  - darunter Achill Horses von 1939
- Greyfriars Municipal Art Gallery, Waterford Municipal Art Collection, Waterford
- Ulster Museum, Belfast